# 千代寿虎屋酒造
千代寿虎屋株式会社（ちよことぶきとらや）は、山形県の清酒製造業を行う酒蔵である。寿虎屋酒造株式会社の分家。

## 代表銘柄
- 千代寿

## 会社データ
千代寿虎屋株式会社
- 山形県寒河江市南町2-1-16
- 業務内容：日本酒、焼酎、リキュールの製造・販売。

## 沿革
- 1922年（大正11年） 虎屋本店8代目当主大沼保吉が、寒河江の造り酒屋「石山佐助」の酒造工場を買収して虎屋第三酒造場として創業。
- 1940年（昭和15年）虎屋より分離独立し「虎屋寒河江酒造場」と改名。次男大沼義之助が2代目経営者となる。
- 1952年（昭和27年）「千代寿」の商標を登録。
- 1960年（昭和35年）社名を虎屋酒造合資会社に変更する。
- 1976年（昭和51年）全国で初めてチェリーワインの製造販売を開始[1]。
- 1984年（昭和59年）10月社名を千代寿虎屋酒造合資会社に変更し、長男の大沼保義が3代目社長となる。
- 2012年（平成24年）1月大沼保義は千代寿虎屋株式会社会長就任。長男の大沼寿洋は社長となる。

## 近年の受賞歴
- 全国新酒鑑評会（2013年）

入賞。
- インターナショナルワインチャレンジ（2013年）日本酒部門

シルバーメダル「出羽の里千代寿」、シルバーメダル「純米大吟醸　虎乃子」、ブロンズメダル「純米大吟醸　千代寿」。
- 2017燗酒コンテスト　ぬる燗の部

金賞「本醸造　千代寿」
- ワイングラスでおいしい日本酒アワード2018

金賞「月山山麓　出羽の里」。

## 関連会社
- 寿虎屋酒造株式会社
- 合資会社虎屋西川工場